# Censo nicaragüense de 1995
El Censo de Población y Vivienda de Nicaragua de 1995 (o más conocido también como Censo de 1995) fue un censo de población que se realizó en Nicaragua el 1 de abril de 1995. Históricamente, este fue el séptimo censo de población y el tercer censo de vivienda en toda la historia de Nicaragua.
Los resultados oficiales del censo mostraron que Nicaragua tenía un población de 4 357 099 habitantes para el año 1995 y una densidad poblacional de 36,2 hab/km².
En 1987, la nueva constitución establece un régimen de autonomía (limitado autogobierno) para el antiguo departamento de Zelaya, que comprendía toda la mitad oriental (parte caribeña o atlántica) del país. El departamento fue dividido en dos regiones autónomas.
Actualmente este departamento se conoce como Región Autónoma de la Costa Caribe Norte y Región Autónoma de la Costa Caribe Sur de Nicaragua.
| Población censada de Nicaragua por departamento en 1995 | Población censada de Nicaragua por departamento en 1995 | Población censada de Nicaragua por departamento en 1995 | Población censada de Nicaragua por departamento en 1995 | Población censada de Nicaragua por departamento en 1995 | Población censada de Nicaragua por departamento en 1995 |
| Puesto                                                  | Departamento                                            | Censo de 1995                                           | Censo de 1971                                           | Cambio                                                  |                                                         |
| ------------------------------------------------------- | ------------------------------------------------------- | ------------------------------------------------------- | ------------------------------------------------------- | ------------------------------------------------------- | ------------------------------------------------------- |
| 1.º                                                     | Managua                                                 | 1 093 760                                               | 485 850                                                 | Crecimiento                                             |                                                         |
| 2.º                                                     | Matagalpa                                               | 383 776                                                 | 168 139                                                 | Crecimiento                                             |                                                         |
| 3.º                                                     | Chinandega                                              | 350 212                                                 | 155 286                                                 | Crecimiento                                             |                                                         |
| 4.º                                                     | León                                                    | 336 894                                                 | 166 820                                                 | Crecimiento                                             |                                                         |
| 5.º                                                     | Costa Caribe Sur                                        | 272 252                                                 | -                                                       | Crecimiento                                             |                                                         |
| 6.º                                                     | Jinotega                                                | 257 933                                                 | 90 640                                                  | Crecimiento                                             |                                                         |
| 7.º                                                     | Masaya                                                  | 241 354                                                 | 92 152                                                  | Crecimiento                                             |                                                         |
| 8.º                                                     | Costa Caribe Norte                                      | 192 716                                                 | -                                                       | Crecimiento                                             |                                                         |
| 9.º                                                     | Estelí                                                  | 174 894                                                 | 79 164                                                  | Crecimiento                                             |                                                         |
| 10.º                                                    | Granada                                                 | 155 683                                                 | 71 102                                                  | Crecimiento                                             |                                                         |
| 11.º                                                    | Carazo                                                  | 149 407                                                 | 71 134                                                  | Crecimiento                                             |                                                         |
| 12.º                                                    | Nueva Segovia                                           | 148 492                                                 | 65 784                                                  | Crecimiento                                             |                                                         |
| 13.º                                                    | Chontales                                               | 144 635                                                 | 68 802                                                  | Crecimiento                                             |                                                         |
| 14.º                                                    | Rivas                                                   | 140 432                                                 | 74 129                                                  | Crecimiento                                             |                                                         |
| 15.º                                                    | Boaco                                                   | 136 949                                                 | 69 187                                                  | Crecimiento                                             |                                                         |
| 16.º                                                    | Madriz                                                  | 107 567                                                 | 53 423                                                  | Crecimiento                                             |                                                         |
| 17.º                                                    | Río San Juan                                            | 70 143                                                  | 20 832                                                  | Crecimiento                                             |                                                         |
| -                                                       | Zelaya                                                  | -                                                       | 145 508                                                 | -                                                       |                                                         |
| Total                                                   | Nicaragua                                               | 4 357 099                                               | 1 877 952                                               | 2 821 511                                               |                                                         |